# Fédération des travailleurs socialistes de France
La Fédération des travailleurs socialistes de France (FTSF) est au départ le regroupement des différents courants socialistes français avant de devenir le principal parti socialiste réformiste des années 1880 et 1890 sous la direction de Paul Brousse. 
Elle participe à la fondation du Parti socialiste français en 1902.

## Histoire

### FPTSF: union des courants socialistes
La Fédération du parti des travailleurs socialistes de France (FPTSF) est créée fin octobre 1879 à la suite du 3e congrès ouvrier socialiste de Marseille (appelé plus tard l'« immortel congrès) », lorsque Jules Guesde, en particulier, réunit des groupes syndicaux sur la base d’un collectivisme marxiste. 
Elle est alors, comme son nom l'indique, plus un regroupement de syndicats et comités locaux qu'un parti politique dans le sens moderne du terme. Mais elle est la première tentative d'union des différents courants socialistes français :
- les guesdistes, représentants du courant marxiste en France, ils sont animés par Jules Guesde et Paul Lafargue. À l'origine de la FPTSF, ils sont plus représentés au sein de la direction qu'au sein des congressistes.
- les possibilistes ou réformistes, animés par Paul Brousse et Jean Allemane, ils sont collectivistes comme les Guesdistes mais plus nuancés sur l'accession au pouvoir et la transformation de la société qu'ils souhaitent progressive. C'est le courant le plus important de la FPTSF.
- les blanquistes, partisans d'Auguste Blanqui (encore emprisonné lors du Congrès de Marseille). De tradition jacobine, ce sont les plus radicaux sur la question de révolution en pronant une « action totale » qui doit aboutir à l'instauration d'un nouveau système socialiste[3].
- les anarchistes, proches des idées de Bakounine, ils se définissent comme communistes libertaires à l'instar d'Élisée Reclus. Collectivistes eux aussi, ils sont toutefois pour « la disparition de toute forme étatiste ».
- les coopérateurs, héritiers des idées de Proudhon et de Louis Blanc (qui s'est depuis rapproché des républicains radicaux), ils sont opposés au collectivisme et à l'action violente.

Lors du Congrès du Havre de 1880, la FPTSF (appelée aussi Parti ouvrier socialiste français) adopte un programme clairement collectiviste rédigé par Karl Marx, Jules Guesde et Paul Lafargue, ce qui entraine le départ des « Coopérateurs ».
Cependant, l’échec électoral de 1881 provoque une rupture au sein du parti entre l’état-major guesdiste, et la majorité des militants qui souhaitent des réformes socialistes concrètes dans le sillage de Paul Brousse. Le congrès de Reims qui se tient deux mois plus tard est caractérisé par l'isolement des « Guesdistes » face aux « Possibilistes » et la montée en puissance de Paul Brousse au sein de la FPTSF. Cette orientation réformiste provoque le départ des « Anarchistes » suivis des « Blanquistes » menés par Édouard Vaillant qui fondent le Comité révolutionnaire central (CRC).
En 1882 (congrès de Saint-Étienne), c'est au tour des marxistes menés par Jules Guesde de quitter la FPTSF pour créer le Parti ouvrier (PO). Renommée Parti ouvrier socialiste révolutionnaire (POSR), la FTSF devient alors un parti socialiste réformiste sous la direction de Paul Brousse.

### FTSF: un parti socialiste possibiliste
Premier parti socialiste de France, la FTSF peut compter sur une base syndicale importante et une implantation militante en Ile-de-France, dans les Ardennes et dans la Vienne. 
Elle connaît ses premiers succès électoraux en 1885 avec l’élection de deux députés dans le département de la Seine, autour d’un programme réformiste révolutionnaire. Aux élections municipales de 1887, elle fait élire plusieurs conseillers municipaux sur Paris dont Paul Brousse qui se présente pour la première fois devant les citoyens, et parvient à être élu au second tour dans le quartier des Epinettes du XVIIe arrondissement de Paris. L'année suivante, il est élu vice-président du conseil municipal de Paris avec le soutien des radicaux. 
Début 1888, le parti est fortement divisé entre broussistes et allemanistes mais ils s'unissent pour s'engager au moment de la crise boulangiste dans la défense de la République, au détriment de la lutte des classes. Le Cri du Peuple se fait le porte-voix de l'antiboulangisme jusqu'à son rachat en avril, alors que les possibilistes sont les premiers à effectuer un meeting antiboulangiste en novembre 1887. Si ceux-ci restent critique envers le parlementarisme, ils indiquent que cela vaut mieux que la dictature. Ils participent ensuite à la création de la Société des droits de l'homme et du citoyen et ouvrent un nouveau journal Le Parti ouvrier clairement contre Boulanger. 
Une fois la crise terminée, les dissensions réapparaissent et une scission d'une minorité des allemanistes qui fondent le Parti ouvrier socialiste révolutionnaire (POSR) en 1890. Cette scission a considérablement affaibli le parti en le privant de sa base ouvrière et de l'appui des syndicats.  La FTSF n’est alors plus qu’un petit parti d’élu, concentré autour de quelques arrondissements clé de Paris, ce qui contribue à lui donner un tour de plus en plus réformiste. Alors que la FTSF était l’un des piliers du mouvement socialiste dans les années 1880, la réorganisation de la Deuxième Internationale dans les années 1890 sur des bases marxistes marginalise le broussisme dans le paysage socialiste européen et français.
En 1902, la Fédération des travailleurs socialistes de France (FTSF) broussiste fusionne avec le Parti ouvrier socialiste révolutionnaire (POSR) de Jean Allemane et les socialistes indépendants de Jean Jaurès pour donner naissance au Parti socialiste français (PSF), qui sera l'un des deux partis constitutif de la Section française de l'Internationale ouvrière (SFIO) en 1905 dont les broussistes constitueront l'aile droite.

## La FTSF, grand parti du socialisme réformiste
La FTSF défendait le broussisme, ou possibilisme, jugeant qu'une voie réformiste vers le socialisme était « possible ». Paul Brousse était notamment partisan des réformes municipales et des services publics (début du socialisme municipal). Il s'opposait donc à Jules Guesde, et au « guesdisme ».